# Laurent Redon

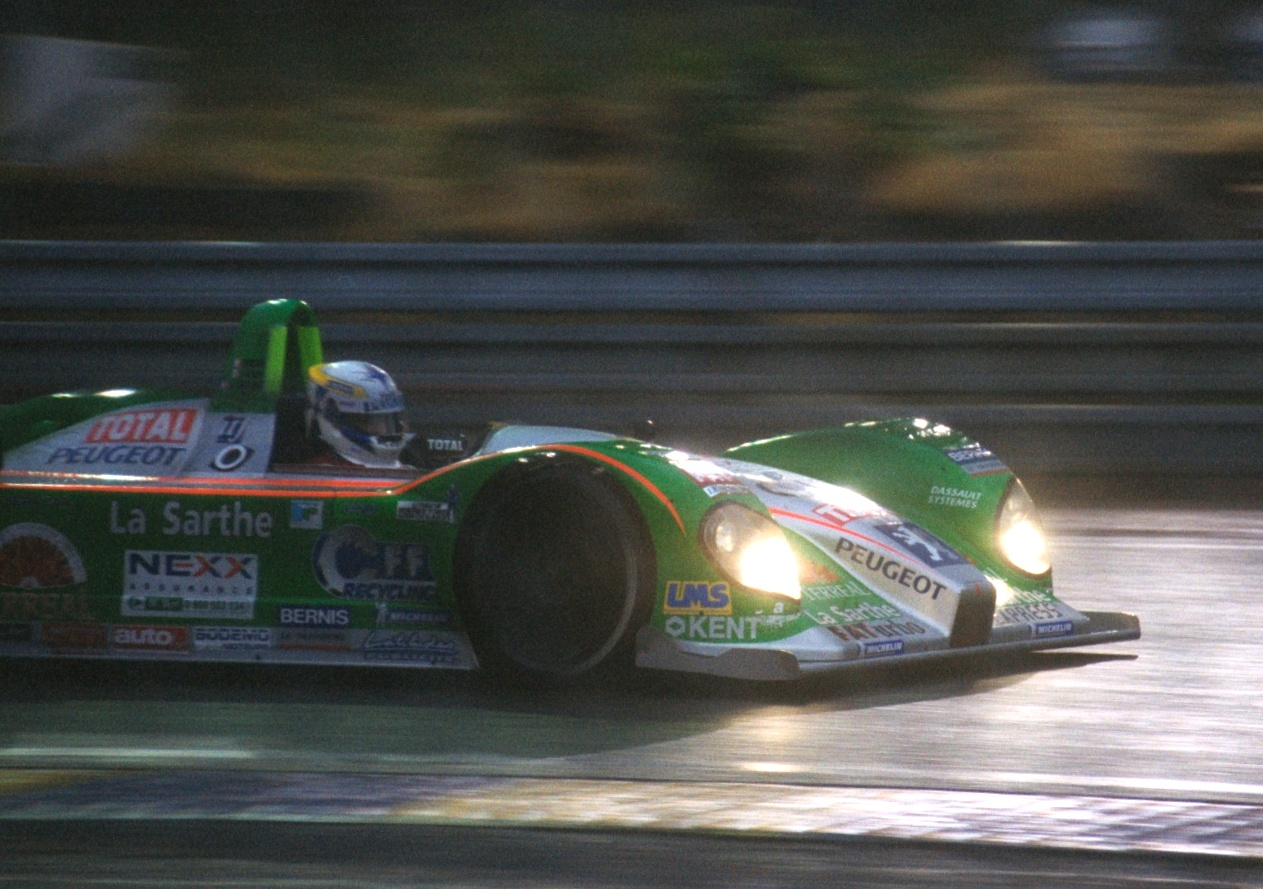
Am Steuer des Pescarolo Sport-Courage C60, 2001 im Regen von Le Mans

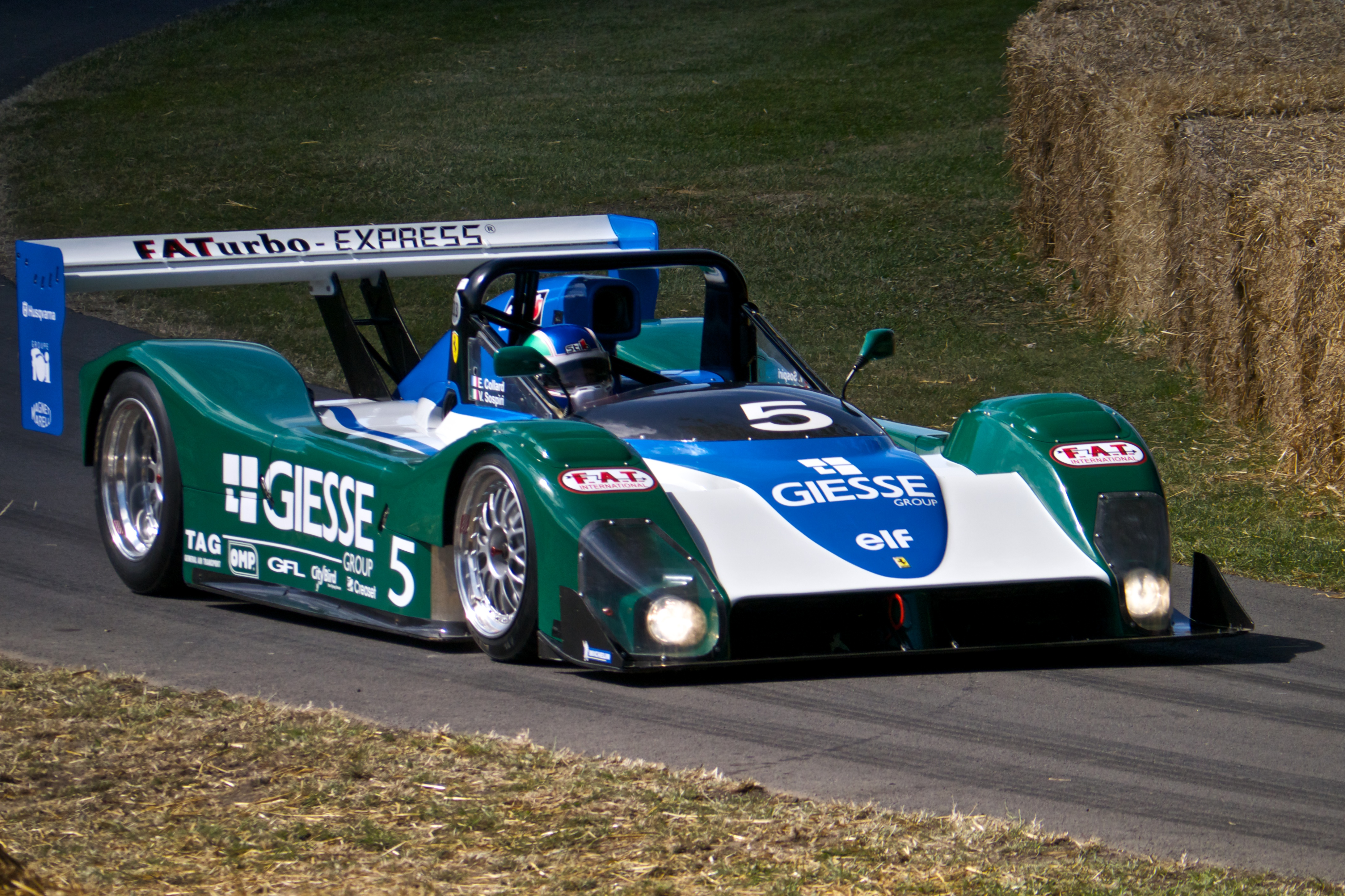
Der JB-Giesse-Ferrari 333SP, mit dem Redon 1999 Sportwagenrennen bestritt

Laurent Redon, in einigen Quellen auch Laurent Rédon, (* 5. August 1973 in Saint-Chamond) ist ein ehemaliger französischer Autorennfahrer.

## Karriere
Laurent Redon begann seine Karriere im Kartsport und wechselte 1994 zu den Monopostos in die Formel 3. 1994 bestritt er seine erste Saison in der französischen Formel-3-Meisterschaft, die er als Gesamtneunter beendete (Meister Jean-Philippe Belloc). Im folgenden Jahr sicherte er sich mit vier Saisonsiegen vor seinem Landsmann Nicolas Minassian den Meistertitel.
1996 wechselte er in die Internationale Formel-3000-Meisterschaft und ging dort für DAMS an den Start. Am Ende des Jahres belegte er mit sieben Punkten den achten Rang im Schlussklassement und blieb damit deutlich vor seinem Teamkollegen Belloc, der keine Meisterschaftspunkte erzielte. 1997 wechselte er zu Super Nova Racing und wurde Teamkollege von Ricardo Zonta. Während Zonta die Meisterschaft gewann, musste sich Redon mit dem 9. Endrang zufriedengeben.
1998 und 1999 war Redon in der Formel 1 engagiert, ohne einen einzigen Weltmeisterschaftslauf zu bestreiten. 1998 war er Testfahrer bei Minardi und 1999 bei Benetton.
Nach dem Ende der Formel-1-Zeit engagierte ihn Henri Pescarolo, um für sein Team 2001 in der European- und American Le Mans Series an den Start zu gehen. Schon 1999 hatte Redon Sportwagenrennen bestritten. Für das JB Giesse Team Ferrari von Jean-Pierre Jabouille fuhr er Rennen im Sports Racing World Cup. Mit Teampartner Mauro Baldi gewann er im Ferrari 333SP das 500-km-Rennen von Spa-Francorchamps. Seinen ersten Renneinsatz für Pescarolo hatte Redon beim 12-Stunden-Rennen von Sebring. Einsatzwagen war ein Courage C60, Teampartner waren Sébastien Bourdais und Jean-Christophe Boullion. Am Rennsonntag fiel der Courage durch Motorschaden aus. In Le Mans kam das Trio an der 13. Stelle der Gesamtwertung ins Ziel. Am Ende des Jahres gab es zwei Erfolge. Erst gewann er gemeinsam mit Boullion und Boris Derichebourg das 1000-km-Rennen von Estoril, danach folgte der Gesamtsieg beim 400-km-Rennen von Magny-Cours.
Nach nur einem Jahr Sportwagensport kehrte Redon 2002 zu den Monopostos zurück. Die 15 Renneinsätze in der Indy Racing League dieses Jahres brachten 225 Punkte und den 12. Endrang in der Meisterschaft. Nach dem Ablauf der Saison beendete er seine professionelle Fahrerkarriere und war einige Jahre Teamchef einer Rennmannschaft in der Superleague Formula.

## Statistik

### Le-Mans-Ergebnisse
| Jahr | Team            | Fahrzeug    | Teamkollege        | Teamkollege              | Platzierung |
| ---- | --------------- | ----------- | ------------------ | ------------------------ | ----------- |
| 2001 | Pescarolo Sport | Courage C60 | Sébastien Bourdais | Jean-Christophe Boullion | Rang 13     |

### Sebring-Ergebnisse
| Jahr | Team            | Fahrzeug    | Teamkollege        | Teamkollege              | Platzierung | Ausfallgrund |
| ---- | --------------- | ----------- | ------------------ | ------------------------ | ----------- | ------------ |
| 2001 | Pescarolo Sport | Courage C60 | Sébastien Bourdais | Jean-Christophe Boullion | Ausfall     | Motorschaden |